# Wojciechowo (powiat wolsztyński)
Wojciechowo – wieś w Polsce położona w województwie wielkopolskim, w powiecie wolsztyńskim, w gminie Siedlec.
W okresie Wielkiego Księstwa Poznańskiego (1815-1848) miejscowość wzmiankowana jako Wojciechowo należała do wsi większych w ówczesnym powiecie babimojskim rejencji poznańskiej. Wojciechowo należało do tuchorskiego okręgu policyjnego tego powiatu i stanowiło część majątku Chobienice, który należał wówczas do Konstancji Mielżyńskiej. Według spisu urzędowego z 1837 roku Wojciechowo liczyło 251 mieszkańców, którzy zamieszkiwali 26 dymów (domostw).
W latach 1975–1998 miejscowość należała administracyjnie do województwa zielonogórskiego.

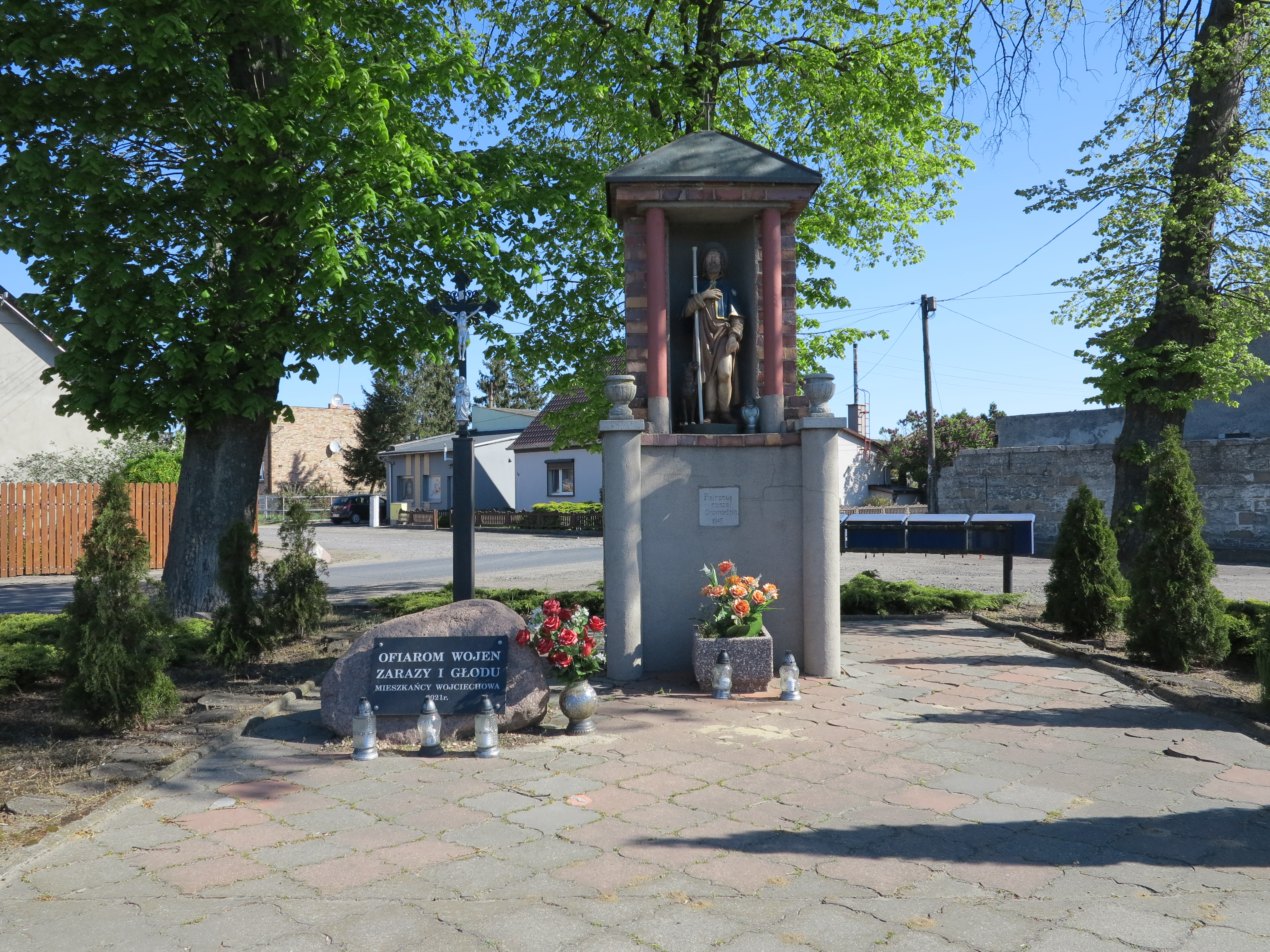
Kapliczka św. Rocha i kamień polny z dedykacją: OFIAROM WOJEN, ZARAZY I GŁODU. MIESZKANCY WOJCIECHOWA 2021 r. Zdjęcie kwiecień 2025r.